# Chill Out, Scooby-Doo!
Chill Out, Scooby-Doo! is een Amerikaanse animatiefilm, en de 11e film in een serie van direct-naar-video-films gebaseerd op de Scooby-Doo-serie. De film is geproduceerd door Warner Bros. Animation en werd speciaal opgedragen aan Joseph Barbera, die op 18 december 2006 stierf.
De film is een semi-remake van de klassieke Scooby-Doo afleveringen, That's Snow Ghost!, The Ghost of Bigfoot, en There's No Creature Like Snow Creature.
De film debuteerde op Cartoon Network op 31 augustus 2007, en zal op 4 september 2007 op dvd uitkomen.

## Verhaal
Een man genaamd Professor Jeffries is op een expeditie in de Himalaya. Zijn sherpa Pemba brengt hem naar een hoog punt op de berg met behulp van een oud kleitablet. Jeffries is op zoek naar de legendarische verschrikkelijke sneeuwman, die zich in een grot op de berg zou bevinden. Pemba vindt het onverstandig om door te gaan, maar Jeffries geeft enkel om het vinden van de sneeuwman. Hij snijd het touw door en klimt verder. Terwijl Jeffries uit het zicht verdwijnt, ziet Pemba het silhouet van een groot beest verschijnen.
Ondertussen zijn Fred, Velma, en Daphne op vakantie in Parijs. Alleen Scooy-Doo en Shaggy moeten nog arriveren, en de groep vraagt zich af waar het duo blijft. Shaggy en Scooby zitten op dat moment in een klein vliegtuigje waarvan zij denken dat het naar Parijs gaat, maar in werkelijkheid gaat het vliegtuig naar de Himalaya. Ook in het vliegtuig zit Alphonse LaFleur, een beroemde Franse jager en vanger van groot wild. LaFleur wil de yeti opsporen en doden, en besluit Scooby en Shaggy mee te nemen als aas. Hij sluit het duo op bij zijn bagage en gooit en uit het vliegtuig. Shaggy, beseffend dat ze niet naar Parijs gaan, kan nog net Fred bellen. Fred gebruikt de gps op zijn telefoon om hen op te sporen, waarna hij, Velma en Daphne ook naar de Himalaya vertrekken.
Ondertussen landen Shaggy en Scooby vlak bij een klein dorpje op de berg. In het dorp zitten Jeffries en Pemba. Jeffries verteld Pemba dat hij hem nooit achter had moeten laten, en dat hij bijna was gestorven op de berg. Veel van de dorpelingen vertrekken omdat ze bang zijn voor het monster. Shaggy en Scooby gaan naar de High Lama om te vragen naar een telefoon. De enige telefoon blijkt in het weerstation vlakbij te zijn. Scooby ontdekt een kamer waar een groep dorpelingen een standbeeld van de yeti aanbidt. Dit beeld heeft een groot kristal in zijn handen. Het duo ontmoet vervolgens Pemba's zus Minga, die het dorp niet wil verlaten. Scooby, Shaggy, Pemba en Jeffries gaan allemaal naar het weerstation. LaFleur arriveert eveneens.
De groep wordt onderweg ingehaald door Minga, die op de radio heeft gehoord dat er een grote storm aankomt. De groep besluit een kamp op te zetten en de storm af te wachten. Die nacht verlaat Jeffries zijn tent en vertrekt met zijn slee, die vol zit met springstof en andere explosieven. Enige tijd later duikt de sneeuwman op en valt Scooby en Shaggy, die op wacht stonden, aan. LaFleur probeert het beest te vangen, maar al zijn vallen werken niet naar behoren. Scooby en Shaggy kunnen de sneeuwman afschudden, maar verdwalen zo zelf. Het duo wordt gevonden door Del Chillman, een oude kennis van de twee. Hij neemt hen mee naar het weerstation, waar hij zelf blijkbaar werkt. Hij is hier komen werken om de legende van de sneeuwman te onderzoeken. Hij is tevens de DJ van de lokale radio.
Ondertussen arriveren Fred, Velma en Daphne in het dorp, en ontdekken dat het dorp verlaten is. Ze volgen Shaggy’s sporen en arriveren bij het kamp. Daar vinden ze Pemba, die vastzit in een van LaFleurs vallen. Minga is nergens te bekennen en ook Jeffries is nog niet terug. Velma ontdekt voetsporen van de yeti, maar concludeert dat de afdrukken niet echt diep zijn. In het weerstation besluit Chillman de anderen te gaan zoeken. Zodra hij weg is, duikt de yeti weer op en valt Shaggy en Scooby aan. Terwijl ze wegrennen, duikt LaFleur weer op en probeert opnieuw het beest te vangen. Hij faalt weer en valt van een rotspunt in het ravijn. Scooby en Shaggy rennen een grot binnen en ontdekken zo een verloren ondergrondse stad. De High Lama uit het dorp is hier ook.
Chillman vindt de rest van de groep, maar bij terugkomst in het weerstation blijkt het station deels te zijn vernietigd. Tevens missen er enkele cilinders helium. Daphne en Pemba gaan op onderzoek uit. Ze vinden een grote grot die blijkbaar door de yeti bewoond wordt. Hier vinden ze enkele lege heliumcilinders. In de stad worden Scooby en Shaggy wederom achterna gezeten door de yeti. Ze weten het monster af te schudden, waarna de hele groep bij elkaar komt in een oude mijn. Eenmaal verenigd verkent de groep de mijn. Ze vinden Jeffries, die bezig is een hoop kristallen gelijk aan het kristal in het dorp op te graven.
Het team concludeert dat Jeffries de yeti is en vangt hem, maar Jeffries ontkent ook maar iets met het monster te maken te hebben. Zijn verhaal wordt bevestigd wanneer de yeti opduikt en de groep achtervolgt. Het monster jaagt Shaggy, Scooby en Jeffries de berg af, terwijl de rest van de groep een val zet voor de yeti. Door een ongelukkige samenloop van omstandigheden trappen Scooby, Shaggy en Jeffries in de val. De groep moet de jacht opgeven wanneer een lawine ontstaat. Velma en Chillman dreigen te worden begraven, maar de yeti red hen op het laatste moment.
Dan volgt de ontmaskering. De yeti is in werkelijkheid Minga. Ze gebruikte een kostuum gevuld met helium om te zweven, daarom waren de voetsporen niet zo diep. Ze deed zich voor als de yeti om te zorgen dat Chillman in de Himalaya zou blijven, daar ze een groot fan is van zijn radioshows. Chillman is ontroerd door Minga’s daden en de groep besluit Minga niet te straffen. Jeffries daarentegen wordt wel gearresteerd omdat hij illegaal naar kristallen zocht.
Tot ieders verbazing duikt opeens LaFleur op. Hij beweert dat iets hem tijdens zijn val heeft gered en naar het dorp heeft gedragen, maar hij weet niet wat. De groep vraagt zich af of er wellicht toch een echte yeti is. Ze denken hier niet al te lang over na en besluiten om eindelijk hun vakantie in Parijs te gaan vieren.

## Rolverdeling
| Acteur           | Personage              |
| ---------------- | ---------------------- |
| Casey Kasem      | Shaggy Rogers          |
| Frank Welker     | Scooby-Doo, Fred Jones |
| Grey DeLisle     | Daphne Blake           |
| Mindy Cohn       | Velma Dinkley          |
| Rene Auberjonois | Alphonse LaFleur       |
| Jeff Bennett     | Del Chillman, Pilot    |
| Kim Mai Guest    | Minga Shepa            |
| James Hong       | The High Lama          |
| Alfred Molina    | Professor Jeffries     |
| James Sie        | Pemba Sherpa           |

## Trivia
- Dit was de tweede Scooby-Doo film die werd gefilmd in breedbeeldformaat (de eerste was Scooby-Doo! in Where's My Mummy?), en de eerste die werd gepresenteerd in anamorf breedbeeld.
- Del Chillman uit Scooby-Doo and the Loch Ness Monster heeft een cameo in deze film.
- Aan het begin van de film draagt Fred zijn scoutingdas uit de originele televisieserie.